# Mühlenbarbeker Au und angrenzendes Quellhangmoor
Mühlenbarbeker Au und angrenzendes Quellhangmoor este o arie protejată (arie specială de conservare — SAC, sit de importanță comunitară — SCI) din Germania întinsă pe o suprafață de 58 ha, integral pe uscat.

## Localizare
Centrul sitului Mühlenbarbeker Au und angrenzendes Quellhangmoor este situat la coordonatele 53°58′57″N 9°41′03″E / 53.9825°N 9.6842°E.

## Înființare
Situl Mühlenbarbeker Au und angrenzendes Quellhangmoor a fost declarat sit de importanță comunitară în septembrie 2004 pentru a proteja un număr necunoscut de specii din flora spontană și fauna sălbatică aflate în arealul zonei. Situl a fost protejat și ca arie specială de conservare în ianuarie 2010.

## Biodiversitate
Situată în ecoregiunea atlantică, aria protejată conține 5 habitate naturale: Lacuri eutrofice naturale cu vegetație de tip Magnopotamion sau Hydrocharition, Cursuri de apă de la nivel de câmpie la nivel montan, cu vegetație Ranunculion fluitantis și Callitricho-Batrachion, Mlaștini turboase de tranziție și turbării mișcătoare, Mlaștini împădurite, Păduri aluvionare cu Alnus glutinosa și Fraxinus excelsior (Alno-Padion, Alnion incanae, Salicion albae).
La baza desemnării sitului se află un număr nedeclarat de specii protejate: